# Lysidice (botanica)
Lysidice Hance è un genere di piante della famiglia delle Fabacee (o Leguminose), diffuso in Cina meridionale e Vietnam.

## Tassonomia
Comprende due sole specie:
- Lysidice brevicalyx Wei
- Lysidice rhodostegia Hance